# Сорокопуд-білоголов західний
Сорокопуд-білоголов західний (Eurocephalus anguitimens) — вид горобцеподібних птахів родини сорокопудових (Laniidae).

## Поширення
Вид поширений в Південній Африці. Трапляється в Намібії, Ботсавні, Зімбабве, на півдні Анголи, Замбії, Мозамбіку, на півночі ПАР. Мешкає у лісистій савані та лісах міомбо.

## Опис
Птах середнього розміру, 24 см завдовжки і вагою 51–70 г. Це птахи з масивною і стрункою статурою, великою квадратною та подовженою головою, міцним гачкуватим дзьобом, округлими крилами, короткими і міцними ногами і квадратним хвостом. Верхівка голови, горло та груди білі. Черево попелясто-сіре. Спина та крила сланцево-сірі з чорними маховими. Хвіст чорного кольору. Від основи дзьоба через око проходить чорна смуга. Дзьоб чорний, ноги чорно-коричневі, очі темно-карі.

## Підвиди
- Eurocephalus anguitimens anguitimens Smith, 1836 — номінальний підвид, широко поширений на значній частині ареалу;
- Eurocephalus anguitimens niveus Clancey, 1965 — прикордонна зона між Мозамбіком, Зімбабве та ПАР;